# Пчелиный (река)
Пчелиный (устар. Пичела) — река в России, протекает по Кавалеровскому району Приморского края. Длина реки — 15 км.
Начинается на поросших елью и берёзой крутых восточных склонах массива горы Берёзовой. Течёт в северном направлении с небольшим отклонением к востоку. В верховьях оба склона долины крутые, в низовьях левый — пологий. Пчелиный впадает в Дорожную слева в 26 км от её устья у подножия горы Дубовая Сопка на высоте 343,5 м над уровнем моря напротив устья реки Женьшеневого. В бассейне реки из лесных пород преобладают ель и берёза, в низовьях — ильм, кедр, ясень. Вдоль реки проходит автодорога.
Основные притоки — ручей (река) Малый Пчелиный (лв., в 2 км от устья), ручьи Хвойный (лв.), Крутой (лв.).

## Данные водного реестра
По данным государственного водного реестра России относится к Амурскому бассейновому округу, водохозяйственный участок реки — Уссури от истока до впадения реки Большая Уссурка без реки Сунгача, речной подбассейн реки — Уссури (российская часть бассейна). Речной бассейн реки — Амур.
Код объекта в государственном водном реестре — 20030700212118100052797.